# Власеница
Власеница (на босненски: Vlasenica, на сръбски: Власеница / Vlasenica, на хърватски: Vlasenica) е град в Босна и Херцеговина, в ентитета на Република Сръбска. Административен център на община Власеница. Намира се на 550 метра надморска височина. Населението му според преброяването през 2013 г. е 6715 души, от тях: 5679 (84,57 %) сърби, 967 (14,40 %) бошняци, 23 (0,34 %) хървати, 15 (0,22 %) други, 17 (0,25 %) неопределени и 14 (0,20 %) неизвестни.

## Население
Численост на населението според преброяванията през годините:
- 1961 – 3047 души
- 1971 – 3976 души
- 1981 – 6000 души
- 1991 – 7909 души
- 2013 – 6715 души

## Образование
- Факултет по биотехнически науки, към Университета в Източно Сараево.
- Средно образователен център „Милорад Влачич“, разположен в нова сграда, построена през 1981 г.
- Основно училище „Вук Караджич“, което произхожда от първото основно училище във Власеница, основано през 1882 г. в рамките на Сръбската църковна община.
- Предучилищна градина – детска градина „Първи стъпки“.
- Народна библиотека Власеница, разположена в Дома на културата във Власеница.

## Храмове
- Църква „Свети Петър и Павел“ към Сръбската православна църква, основана през 1886 г.

## Личности
Личности родени във Власеница са:
- Дервиш Сушич (1925 – 1990), писател, драматург, журналист. Член на Академията на науките и изкуствата на Босна и Херцеговина (от 1975 г.).
- Ведад Ибишевич (р. 1984), босненски футболист
- Фахрудин Кудузович (р. 1984), босненски футболист